# Скуртул Максим Васильович
Максим Васильович Скуртул (3 лютого 1911, місто Ананьїв Херсонської губернії, тепер Подільського району Одеської області — 20 березня 1993) — молдавський радянський державний і комуністичний діяч, секретар ЦК КП Молдавії, заступник голови Ради міністрів Молдавської РСР. Депутат Верховної Ради Молдавської РСР 1—11-го скликань. Депутат Верховної ради СРСР 4-го скликання.

## Життєпис
Народився в бідній селянській родині. У 1930—1934 роках — учень технікуму механізації та електрифікації сільського господарства.
У 1934 році працював дільничним механіком Ананьївської машинно-тракторної станції (МТС) Молдавської АРСР.
З листопада 1934 по 1936 рік служив у Червоній армії.
У 1936—1939 роках — старший механік Балтської машинно-тракторної станції (МТС) Молдавської АРСР.
Член ВКП(б) з 1939 року.
У 1939—1940 роках — 1-й секретар Балтського районного комітету ЛКСМ України; секретар Молдавського обласного комітету ЛКСМ України із кадрів.
У 1940—1941 роках — 2-й секретар ЦК ЛКСМ Молдавії.
З липня 1941 по березень 1944 року — в Червоній армії, учасник німецько-радянської війни. Служив на політичній роботі в 49-й танковій бригаді 22-ї армії, був старшим інструктором із організаційно-партійної роботи та заступником політичного відділу 242-ї танкової бригади 31-го танкового корпусу 1-ї танкової армії. Воював на Брянському, Калінінському та Воронезькому фронтах.
У 1944—1945 роках — 2-й секретар ЦК ЛКСМ Молдавії.
У 1945—1948 роках — секретар Президії Верховної ради Молдавської РСР.
У 1948—1951 роках — слухач Вищої партійної школи при ЦК КП ВКП(б).
21 жовтня 1951 — серпень 1953 року — заступник голови Ради міністрів Молдавської РСР.
13 червня 1953 — 29 травня 1961 року — секретар ЦК КП Молдавії.
24 березня 1961 — 30 березня 1962 року — міністр заготівель Молдавської РСР.
У липні 1962 — 1979 року — голова правління Молдавської республіканської спілки споживчих товариств.
У 1979 — після 1986 року — директор Музею історії Комуністичної партії Молдови.
Подальша доля невідома.

## Звання
- гвардії майор
- підполковник

## Нагороди
- орден Леніна
- орден Жовтневої Революції
- два ордени Вітчизняної війни ІІ ст. (24.10.1943, 6.04.1985)
- три ордени Трудового Червоного Прапора
- орден Дружби народів (1981)
- медаль «За перемогу над Німеччиною у Великій Вітчизняній війні 1941—1945 рр.»
- медалі